# Lisse
Lisse  è una municipalità dei Paesi Bassi di 22 321 abitanti situata nella provincia di Olanda Meridionale.

## Storia
La storia di Lisse è strettamente collegata alle cittadine limitrofe di Hillegom e Sassenheim. Basandosi su un documento risalente al 1198 che fa menzione per la prima volta della cittadina, Lisse ha festeggiato i suoi 800 anni nel 1998, nonostante da alcuni studi emerga chiaramente che esistesse già un insediamento dal X secolo.
Durante il Medioevo Lisse era un centro molto piccolo, e nel 1500 contava appena 50 nuclei familiari. A causa delle numerose guerre che imperversarono nel suo territorio nelle epoche successive, soprattutto a causa dei conflitti di Carlo I di Borgogna Lisse soffrì gravi periodi di povertà e carestia, e la sua popolazione visse di agricoltura, allevamento di animali e della produzione di torba.
Attualmente si tratta di uno dei principali centri della floricoltura olandese, in particolare per la coltivazione di tulipani.

## Luoghi d'interesse
- Keukenhof
- Museo del Tulipano Nero